# Ilbesheim bei Landau in der Pfalz
Ilbesheim bei Landau in der Pfalz – miejscowość i gmina w Niemczech, w kraju związkowym Nadrenia-Palatynat, w powiecie Südliche Weinstraße, wchodzi w skład gminy związkowej Landau-Land.